# Музей гигиены (Санкт-Петербург)
Музей гигиены (Музей гигиены Городского центра медицинской профилактики) — естественно-научный музей в Санкт-Петербурге. Основан в 1919 году.

## История

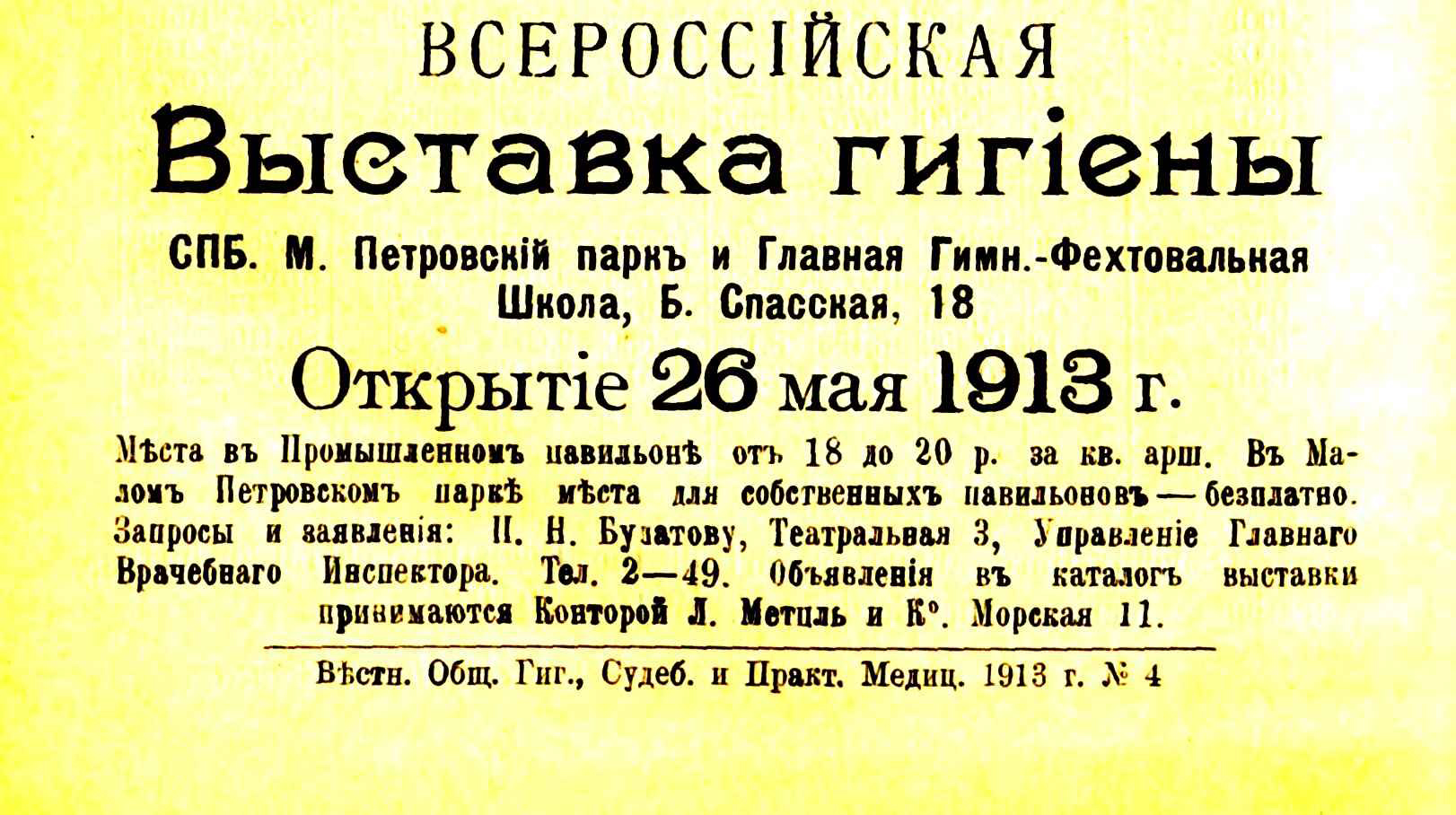
Объявление об открытии выставки гигиены

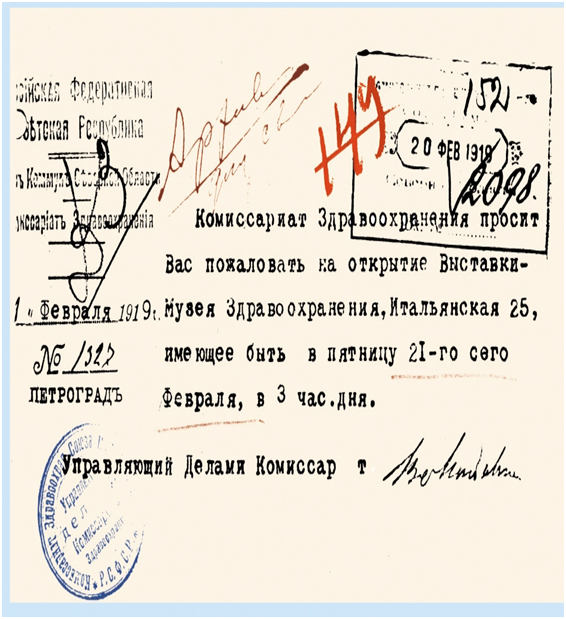
Официальное прошение об открытии Выставки-Музея здравоохранения

Музей гигиены расположен в одной из интереснейших архитектурных зон Санкт-Петербурга. В непосредственной близости от музея находится Невский проспект, сквер с известнейшим памятником императрице Екатерине II,  классические творения архитекторов Карла Росси и Ж. Б. Валлен-Деламота
Музей занимает Дворец Шувалова, построенный в середине XVIII века по проекту архитектора С. И. Чевакинского. Первым владельцем особняка был И. И. Шувалов — видный общественный деятель, меценат, основавший академию художеств в Санкт-Петербурге и принимавший совместно с М. В. Ломоносовым непосредственное участие в открытии Московского университета.
Развитие медицинской науки и практики на протяжении XIX века сделало необходимой популяризацию гигиенических сведений среди народа. Создаваемые до этого времени музеи медицины, были в основном анатомическими музеями, которые являлись наглядными пособиями для преподавания медицинских дисциплин и частью учебного процесса. Толчком к созданию гигиенических музеев явились, проводимые в разных странах всемирные выставки, важной составной частью которых были большие медицинские и социально — гигиенические разделы.
В 1877 г. в Брюсселе состоялся конгресс по вопросам гигиены и спасения от опасностей и Международная гигиеническая выставка, где российские экспонаты имели большой успех. Именно, тогда по инициативе А. П. Доброславина, возникла идея создания в России Общества охранения народного здравия, в состав которого входили крупнейшие ученые и общественные деятели. В 1893 и 1913 году проведены две крупные Всероссийские гигиенические выставки. Многочисленные лекции, беседы, публикации в печати, издание популярной литературы, осуществляемое членами общества, проводилось с целью разъяснения в народных массах значения здоровья не только как блага человеческого, но в экономическом отношении. Гигиеническая выставку 1893 года, которая проходила в Санкт-Петербурге с мая по октябрь, посетило более 73 тысяч человек. Экспонаты гигиенической выставки 1913 года стали основой стационарной Выставки — Музея здравоохранения, решение, о необходимости создания которого, было принято группой ученых-медиков в 1918 году.
На открытии Выставки — Музея 21 февраля 1919 года присутствовали Народный комиссар здравоохранения России Н. А. Семашко и Комиссар здравоохранения Союза коммун Северной области Е. П. Первухин; оно стало большим событием в медицинской жизни Петрограда. Для размещения выставки Комиссариат здравоохранения Союза Северной области предоставил одно из лучших зданий в городе — особняк, принадлежавший графу И. И. Шувалову. Многие выдающиеся ученые присоединились к этой работе, что способствовало подъему авторитета и популярности нового учреждения, основной целью которого было провозглашено санитарное просвещение и повышение гигиенической культуры населения, профилактика наиболее распространенных заболеваний среди взрослых и детей. Идейными вдохновителями его возникновения стали известные ученые-медики: И. П. Павлов, Д. К. Заболотный, Н. Ф. Гамалея, Г. В. Шор, З. Г. Френкель, А. А. Сахновская. Подлинными участниками формирования экспозиции музея были профессор Г. В. Шор и врач-препаратор М. А. Захарьевская, ставшая спустя несколько десятилетий заведующей кафедрой патологической анатомии Первого Ленинградского медицинского института. М. А. Захарьевская была первым сотрудником Выставки — музея, приступившим к работе 22 октября 1918 года. Он стал организационным и методическим центром санитарно-просветительной работы в Северо-Западном регионе задолго до того, как в стране стали создавать Дома санитарного просвещения. Широкая санитарно-просветительная работа обеспечивала успешность проведения противоэпидемических и санитарно-оздоровительных мероприятий, так необходимых в то время. Заинтересованность в санитарном просвещении и широкий круг проблем охраны здоровья обусловили быстрое расширение Выставки-музея здравоохранения. В экспозиции начали использоваться достижения научно-технического прогресса в виде различных электрифицированных макетов, схем и других экспонатов, многие из которых сохранились до настоящего времени. Техническое переоснащение музея, происходившее в период 1928—1938 годов, позволило ему достигнуть своего расцвета и стать широко известным, получить не только благодарность комиссариата здравоохранения РСФСР за организацию «лучшего в республике Музея здравоохранения», но и международное признание.
В 1931 г. здесь был создан Дом санитарной культуры, в 40- годы реорганизован в Дом санитарного просвещения, в 1989 г. он получил статус Центра здоровья, а с 1993 года преобразован в Центр медицинской профилактики (сейчас Городской центр медицинской профилактики). Выставка — Музей здравоохранения, а теперь Музей гигиены стал основополагающей составной частью вновь образованного учреждения, получил своё дальнейшее развитие.
В период Великой Отечественной войны Дом санитарного просвещения, будучи составной частью городской системы здравоохранения, выполнял важные задачи по повышению обороноспособности города и охране здоровья его жителей за счет широкого привлечения граждан, их регулярного обучения и координации действий. В помещении особняка были развернуты койки. Экспозиционная, исследовательская и экскурсионная работа музея была свернута, её удалось восстановить лишь в 1946 году. В конце 80-х годов проведены реставрационные и ремонтные работы помещений музея. Реставрационные работы музейных экспонатов создали обновленный интерьер, повысили доступность иллюстрированного материала и подчеркнули его современное звучание, создав для посетителей дополнительные возможности индивидуального ознакомления с экспозицией.
В 2009 году в торжественной обстановке отмечался 90-летний юбилей учреждения, которое, несмотря на прошедшие десятилетия, изменения статуса и названий, сохранило своё главное направление. Это распространение медицинских знаний среди населения, пропаганда здорового образа жизни, профилактика наиболее распространенных заболеваний. Девиз Н. И. Пирогова «Фунт профилактики стоит пуда лечения» продолжает оставаться основополагающим принципом деятельности Музея гигиены Городского центра медицинской профилактики.

### Здание

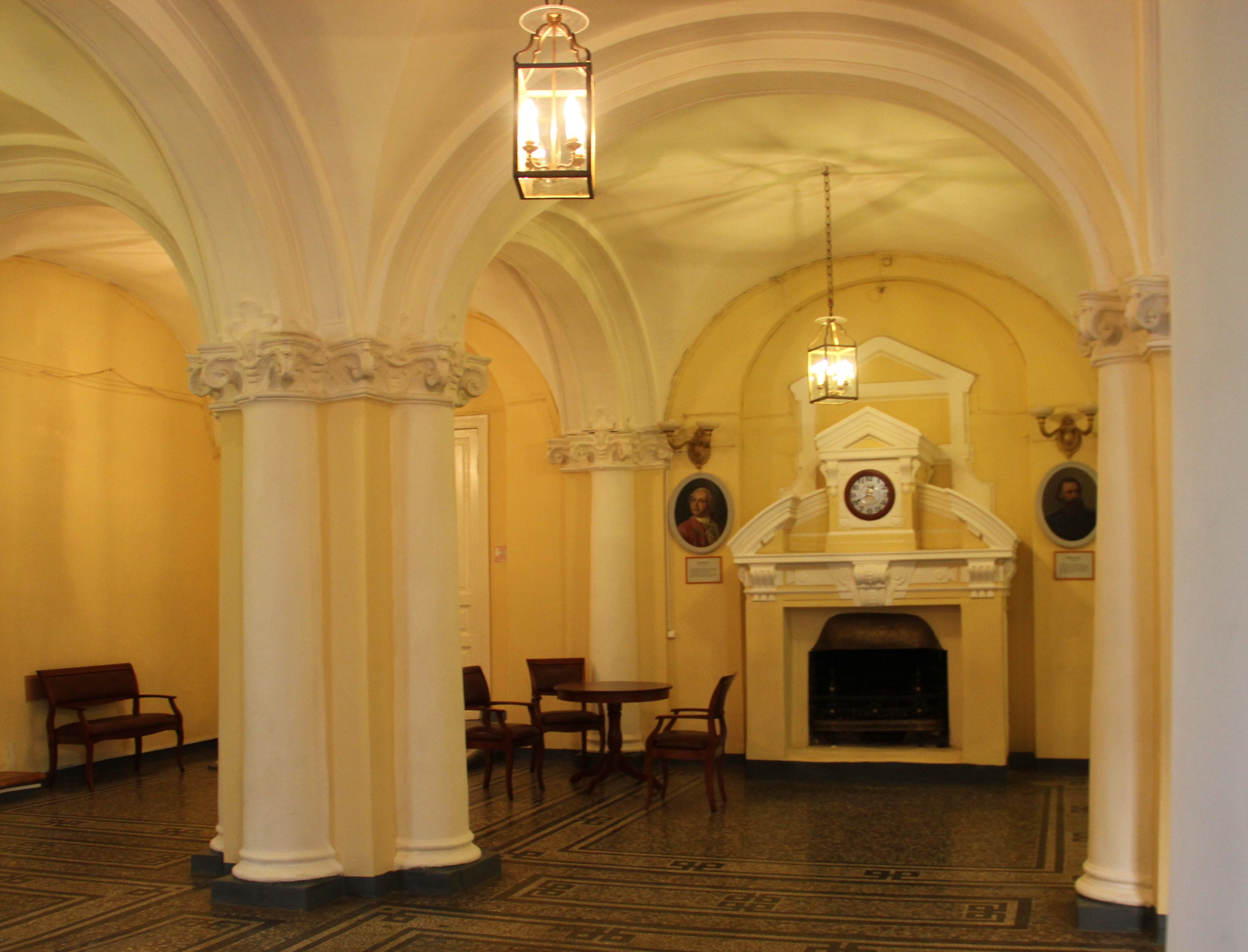
Вестибюль Шуваловского дворца Санкт-Петербурга

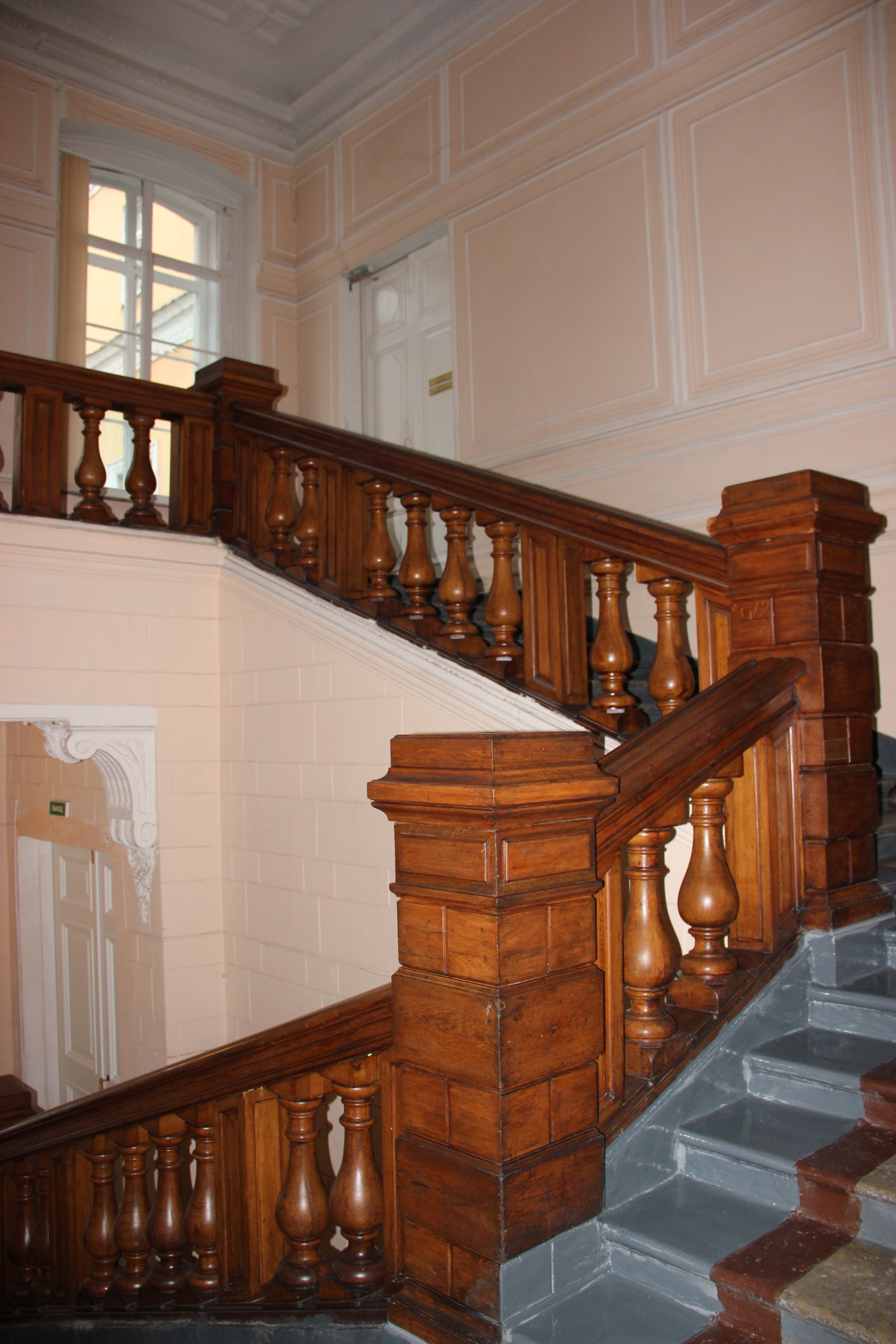
Парадная лестница Шуваловского дворца Санкт-Петербурга

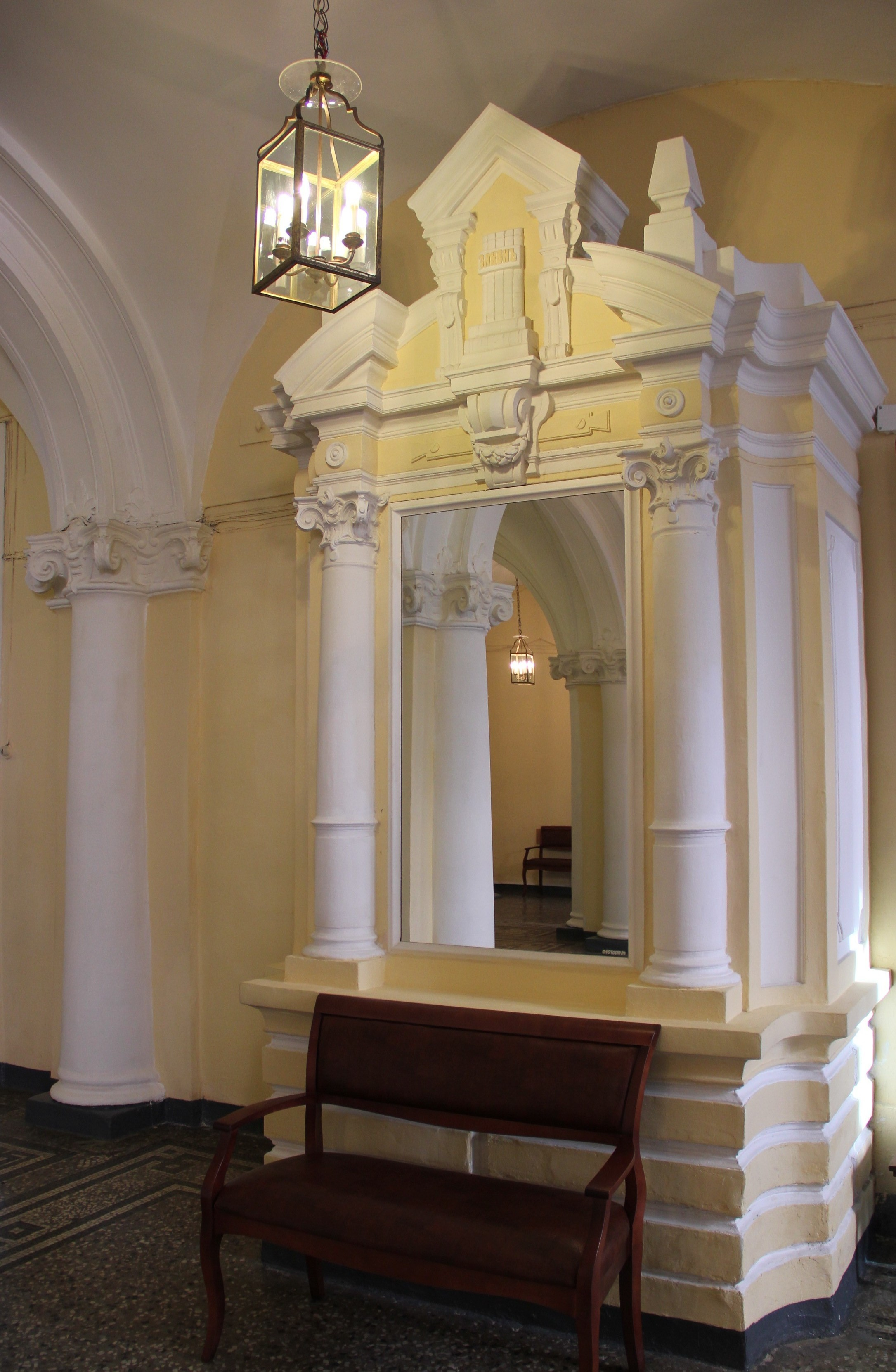
Зеркало в вестибюле с надписью "законъ"

Шуваловский дворец — образец петербургского зодчества периода барокко. Трёхэтажное здание занимало почти всю ширину квартала от Малой Садовой до Садовой улицы. Между дворцом и домами по Невскому проспекту находился большой двор со служебными постройками.
Нижний этаж дворца трактован как цокольный, служащий основанием для второго, большего по высоте. К первоначальному периоду истории дома принадлежит решение вестибюля. Низкие массивные Пилоны, декорированные колоннами, выступающими на две трети своего диаметра, несут арки и крестовые своды. На них покоится пол большого восьмиугольного зала в бельэтаже.
На втором этаже располагались парадные апартаменты с восьми угольным залом по оси дворца и двумя анфиладами комнат в боковых крыльях. Одна из анфилад была обращена окнами на Итальянскую улицу, другая — на парадный двор. Зал сохранил своё объёмное решение, но первоначальная его барочная отделка утрачена. Стены зала в нижней части были обшиты деревянными панелями, а выше — сплошь покрыты картинами. Этот приём использован также в картинных залах Большого Царскосельского и Петергофского дворцов.
После смерти Елизаветы Петровны И. И. Шувалов в 1763 году уехал за границу, где решил в дальнейшем жить в Москве, для этого и продал дом в Петербурге. В 1765 году часть участка по Итальянской улице была приобретена князем Иваном Сергеевичем Барятинским. После назначения Барятинского послом в Париж в 1773 году дом Шувалова перешёл в собственность генерал-прокурора князя Александра Алексеевича Вяземского и стал известен в Петербурге как «генерал-прокурорский дом».
В 1774—1776 гг. велась перестройка дома для нового владельца. Исследователи и специалисты по истории архитектуры предположительно называли архитектора Ивана Старова, наиболее популярного в этот период зодчего Петербурга. Переделки коснулись не только интерьеров дворца, но и его фасада по Итальянской улице. В пышном барочном декоре появились мотивы классицизма.
После смерти Вяземского дом был куплен в казну и в 1797 г. передан Департаменту уделов, затем Придворной конторе, а в 1801 г. сделан «особым на чин генерала-прокурора казенным домом». Он принадлежал Министерству юстиции вплоть до 1917 г. В здании находилась и казённая квартира министра. Здание министерства в 1817—1819 гг. было перестроено Л. И. Шарлеманом по проекту Л.Руска. На втором этаже была устроена церковь Спаса Нерукотворного образа (не сохранилась). Дом утратил характер городской усадьбы и стал достойным образцом городской дворцовой постройки. Следующая значительная перестройка произошла в 1845—1852 гг. В результате перестроек комплекса на протяжении всего XIX века произошла полная утрата дворовых колоннад и дворцовых флигелей. Сохранилось только главное здание, его основные особенности как объёмного, так и планировочных решений. Со стороны двора фасад Шуваловского дворца сохранил облик XVIII века лучше, чем фасад, выходящий на улицу.

### Библиотека

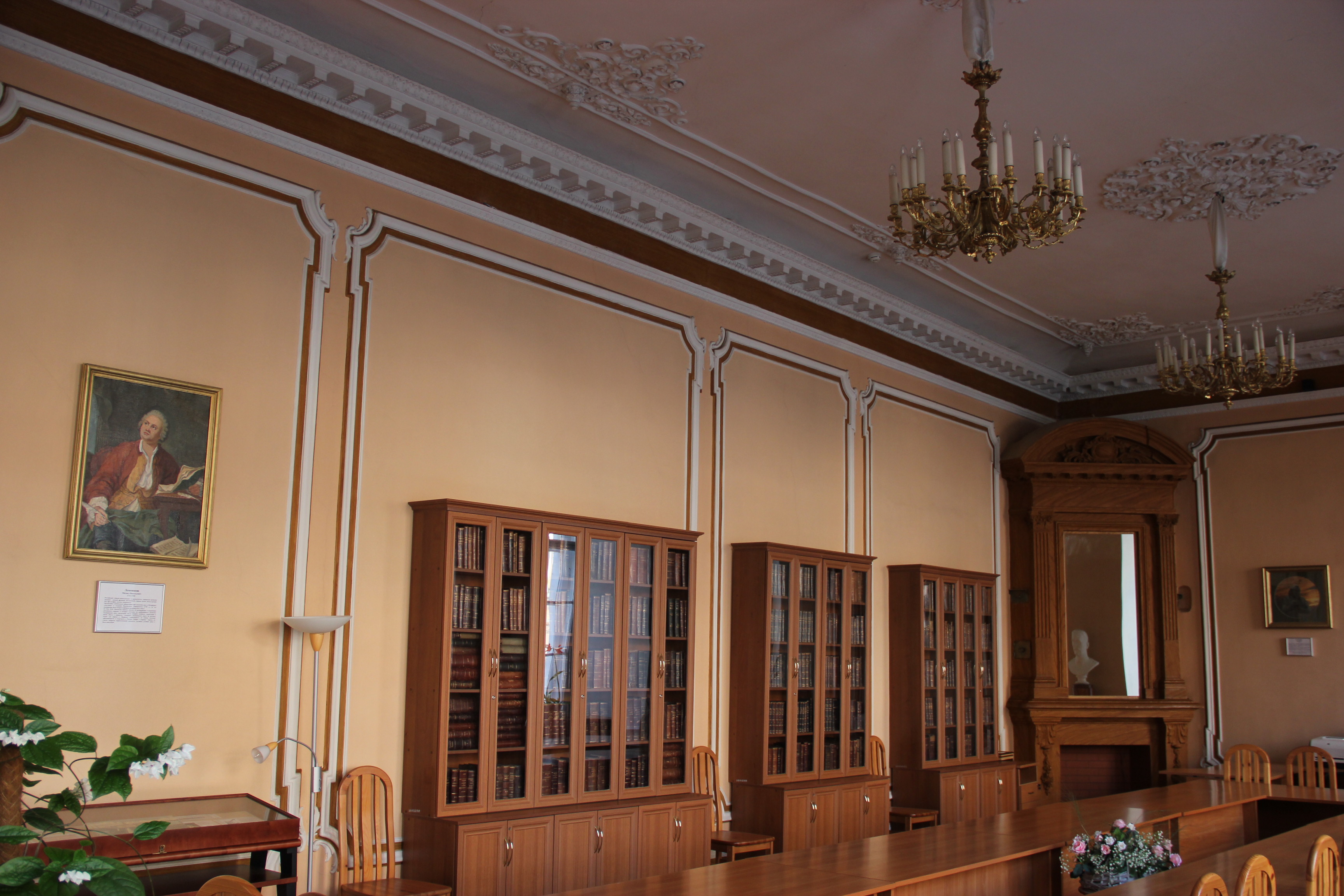
Малый зал Шуваловского дворца Санкт-Петербурга

С первых дней организации Выставки-Музея огромную роль в её работе играла библиотека, ставшая Центральной медицинской библиотекой города. Библиотека была основана по инициативе академика Н. Ф. Гамалея на базе личных собраний врачей. В фонд вошли библиотеки родильного дома им. Карла Шредера, личные библиотеки проф. Г. Е. Рейна, проф. Н. В. Шварца, библиотека уездного земства. Первым заведующим библиотекой был Н. Е. Габрилович. Популярность библиотеки неуклонно возрастала, и в 1925 году число посетителей достигло 9668 человек.
Традиции, заложенные в первые годы существования Центральной медицинской библиотеки, сохранены и получают своё дальнейшее развитие. В фонде библиотеки находятся манускрипты XVI века («Книга врачебной хитрости», рукопись), раритетные книги Максимовича-Амбодика Н.М., Тиссот («О здравии ученых людей», 1787), Корнелия Людовика («Опыт о пользе трезвой жизни», 1768), Пекен Х («Домашний лечебник или простой способ лечения», 1765), Рубелия И. Ф. («Медицинская практика или наука о лекарствах, расположенная по началам преславного Гофмана и знаменитого Гамбергера», 1789) и другие. В библиотеке хранятся также труды классиков XIX века, дореволюционные журналы и газеты..

## Общая характеристика коллекции музея и его фондов
Площадь помещений, на которых располагается экспозиция, составляет 1 000 кв. м. 11 тысяч экспонатов составляют действующую выставку Музея гигиены.
Экспозиция построена с учетом наиболее распространенных причин заболеваемости и смертности населения, а также факторов репродуктивного здоровья и демографических тенденций. Иллюстративная база экспозиции по каждому разделу включает в себя:
- текстовой информационный материал, содержащий сведения об истории изучения проблемы и её актуальности;
- описание распространенности представляемой патологии, её значение в формировании показателей здоровья населения;
- различные планшеты, схемы, рисунки, фотографии, отражающие закономерности развития заболеваний, их симптомы;
- уникальные анатомические препараты внутренних органов, затронутых различными заболеваниями, подобранные по принципу «мертвые учат живых», муляжи, электрифицированные модели человеческого тела и отдельных органов;
- рекомендации по профилактике, печатные издания, учебные фильмы;
- книжный фонд XVII—XIX веков.

## Исторические материалы
В атриуме анфилады комнат особняка и его парадных помещений представлена коллекция старинных предметов врачебного обихода — хирургический инструментарий, металлические грелки, спиртовки, стетоскопы и др. Нельзя не заметить старинный саквояж, вызывающий невольную ассоциацию с эпохой А. П. Чехова и В. В. Вересаева. В отдельной напольной витрине демонстрируется старинный микроскоп, лупы и содержится информация о работе в этом направлении крупнейшего русского ученого М. В. Ломоносова.
Групповой портрет хирургов во главе с Н. И. Пироговым (средина XIX века) — наглядный экскурс в историю асептики и антисептики. Имеется также коллекция портретов крупнейших ученых России и организаторов советского здравоохранения.

## Основные тематические направления экспозиции
Экспозиция Музея гигиены сформирована таким образом, чтобы дать посетителям информацию о наиболее распространенных опасностях для жизни и здоровья человека в быстро меняющемся мире XXI века.
Экспозиционная база музея постоянно пополняется, совершенствуется, видоизменяется в соответствии с трендами медицинской науки и основными принципами организации музейного дела. В последние годы произошло существенное техническое обновление стационарной части экспозиции.
Регулярно внедряются компьютерные программы (маршруты) для индивидуальных пользователей. Находят дальнейшее развитие интерактивные формы взаимодействия с посетителями разного возраста — детьми, молодежью и лицами преклонных лет.

### Инфекции в прошлом и настоящем. История гигиены как науки
Многоплановая экспозиция профилактики инфекционной патологии содержит различную информацию, в которой представлены:
- исторические материалы об опыте противодействия инфекциям в различные исторические периоды;
- биологические объекты, являющиеся резервуаром отдельных возбудителей
- иллюстративные материалы, отражающие причины развития особо опасных инфекций (сыпной тиф, чума, туляремия) и отдельных нозологических форм (столбняк, клещевой энцефалит);
- возможные природные очаги инфекций, наиболее типичные места сосредоточения змей и некоторых ядовитых насекомых;
- различные моющие и дезинфицирующие средства в контексте их исторического развития.

### Рефлексы, привычки, физиологические алгоритмы, как фактор здоровья
Стержневым компонентов данного раздела является экспонат, широко известный как «собака Павлова». На модели выработки условного рефлекса с использованием чучела собаки демонстрируется механизм выработки условного рефлекса, что в обычной жизни обозначается как привычка. Представленные материалы иллюстрируют, что совокупность привычек, стереотипов поведения, алгоритмы образа жизни могут оказывать как положительное, так и отрицательное влияние на показатели здоровья, качество жизни и её продолжительность.
Примерами измененных алгоритмов поведения являются так называемые «вредные привычки» (курение, алкоголизм, пристрастие к наркотикам). В соответствующих витринах содержатся различные иллюстративные экспонаты, в том числе анатомические препараты поврежденных органов, а также текстовой материал, облегчающий восприятие актуальнейшей проблемы борьбы с курением и профилактики алкоголизма, в том числе среди детей и молодежи. Специальный подбор фотоматериалов демонстрирует губительное влияние алкоголизма и курения на здоровье детей.

### Профилактика заболеваний сердца в различные возрастные периоды
Экспозиция отражает особенности строения сердца и сосудов, анатомические и нейрогуморальные механизмы развития заболеваний в различные возрастные периоды, функциональные риски развития гипертонической болезни и её осложнений — стенокардии и инфаркта миокарда. С помощью электрифицированной модели предоставляется возможность получить визуальное представление о проводящей системе сердца, строении клапанов и стенки сердца.
Представлены материалы об этапах разработки аппарата для измерения давления и его современные модели.
Описан и схематически изображен механизм развития стрессовой реакции организма. С учетом её многофакторного характера предлагаются рекомендации для преодоления последствий стрессовых воздействий.

### Репродуктивное здоровье — важный фактор благополучия человека
Экспозиция построена с использованием различных демонстрационных материалов и отражает главные направления сохранения репродуктивного здоровья:
- основные функциональные и анатомические причины бесплодия, возможные последствия абортов;
- предупреждение патологии внутриутробного развития ребенка, контроль своевременности наступления родов;
- профилактика воспалительных заболеваний и опухолей женских половых органов
- особенности строения мужских половых органов;
- наиболее распространенные венерические заболевания, их предупреждение;
- генетические аномалии и их возможное влияние на здоровье ребенка.

### Предупреждение соматических заболеваний, травм, глистных инвазий
Экспозиция содержит большое число различных материалов, среди которых значительную долю составляют анатомические препараты. Наличие их позволяет лучше понять основные морфологические изменения органов и пути предупреждения заболеваний, относящихся к различным разделам органной патологии. В экспозиции представлены:
особенности строения скелета и его отдельных фрагментов, наиболее типичные травмы и болезни костно-суставного аппарата, меры предосторожности, которые необходимо соблюдать для исключения травм опорно-двигательного аппарата;
- фрагменты желудочно-кишечного тракта, визуальное восприятие которых объясняет необходимость соблюдения режима питания и контроля работы кишечника;
- наиболее типичные варианты глистных инвазий, пути их профилактики;
- анатомические препараты легкого, резко измененного вследствие многолетнего курения пациента, и верхних дыхательных путей, а также сердца, пораженного ревматическим процессом.

Многочисленные схемы, диаграммы, модели и др. делают содержание экспозиции более объемным и доступным для понимания людьми разного возраста.

### Меры предупреждения социально-значимых заболеваний
В специально выделенном экспозиционном зале размещаются три изолированных компонента программы, ориентированной на профилактику социально значимых инфекций и пристрастия к наркотикам:
- наркотики как фактор негативного воздействия на здоровье;
- ВИЧ-инфекция, СПИД — причины возникновения и меры предупреждения;
- туберкулез — опасная инфекция, сохранившая социальную обусловленность.

Иллюстративный ряд, отражающий указанную тематику, по вполне понятным причинам не предполагает демонстрации анатомических препаратов, клинических зарисовок и т. д. Тем не менее, предлагаемые материалы достаточно информативны, в достаточной мере отражают особенности развития заболеваний и их взаимосвязь с образом жизни, вредными привычками, пренебрежительным отношением к соблюдению элементарных требований гигиены. На стендах представлены также основные эпидемиологические тенденции, обуславливающие приоритетные направления профилактических мероприятий.

### Физическая активность и рациональное питание — основа здоровья
В экспозиции зала представлены:
- некоторые исторические материалы;
- сведения о возникновении и развитии олимпийского движения;
- физиологические аспекты воздействия физических упражнений и регулярных занятий спортом на функциональное состояние внутренних органов;
- аппаратура для оценки функционального состояния организма, в том числе велотренажёре, "модель «пирамида питания» с пояснениями к ней, современные представления об основных принципах организации здорового питания;
- возможные последствия при игнорировании правил приготовления пищи и использовании некачественных продуктов, грибов и т. д.

### Основы профилактики заболеваний органов зрения и слуха. Гигиена полости рта. Предупреждение нарушений осанки
Четыре фрагмента экспозиции, которые лишь на первый взгляд могут показаться разнородными, преследуют на самом деле единую цель — объединить понятия физической красоты и здоровья. С этой целью посетителям предлагаются различные видеоматериалы, схемы, модели, средства ухода за зубами и полостью рта, текстовой материал. Здесь же демонстрируются старинные стоматологические инструменты, современные материалы и образцы протезирования. Интерьер дополнен стоматологическим креслом конца XIX века.